# Jan Ingstrup-Mikkelsen
Jan Ingstrup-Mikkelsen (nascido em 25 de fevereiro de 1944) é um ex-ciclista dinamarquês que participava em competições do ciclismo de pista e estrada.
Jan foi um dos atletas que representou o seu país nos Jogos Olímpicos de 1964, em Tóquio, onde terminou em quinto competindo na perseguição por equipes. Na prova de contrarrelógio (1000 m), ele foi o décimo primeiro colocado.